# Ходорувка-Нова
Ходорувка-Нова (пол. Chodorówka Nowa) — село в Польщі, у гміні Суховоля Сокульського повіту Підляського воєводства.
Населення — 167 осіб (2011).
У 1975-1998 роках село належало до Білостоцького воєводства.

## Демографія
Демографічна структура станом на 31 березня 2011 року:
|          | Загалом | Допрацездатний вік | Працездатний вік | Постпрацездатний вік |
| -------- | ------- | ------------------ | ---------------- | -------------------- |
| Чоловіки | 77      | 12                 | 52               | 13                   |
| Жінки    | 90      | 23                 | 43               | 24                   |
| Разом    | 167     | 35                 | 95               | 37                   |